# جو والش
جو والش (به انگلیسی: Joe Walsh) (زادهٔ ۲۰ نوامبر ۱۹۴۷) ترانه‌سرا، نوازنده و بازیگر اهل آمریکا است. او بیشتر به‌عنوان عضوی از ۳ گروه موفق-از لحاظ تجاری-ایگلز، جیمز گنگ و بارن‌استورم شناخته شده‌است.
 والش همچنین در جایگاه یک نوازندهٔ تک و همکاری‌های موقت‌اش با دیگر هنرمندان موسیقی-به ویژه با بی. بی. کینگ-تجربه‌های موفقی داشته‌است.
او عضو گروه ایگلز است. جو والش در سال ۱۹۹۸ به‌همراه دیگر اعضای ایگلز به تالار مشاهیر راک اند رول راه یافتند.